# Коли моя крихітка посміхається мені
Коли моя крихітка посміхається мені (англ. When My Baby Smiles at Me) — американський мюзикл режисера Волтера Ленга 1948 року.

## Сюжет
Бонні Кейн і «Міні» Джонсон — водевіль виконавці в 1920-і роки. Обидва переносять шлюбні труднощі, коли Міні отримує пропозицію виступити на Бродвеї в той час як Бонні залишений позаду.

## У ролях
- Бетті Грейбл — Бонні Кейн
- Ден Дейлі — «Міні» Джонсон
- Джек Оукі — Бозо Еванс
- Джун Гевок — Гассі Еванс
- Річард Арлен — Харві Хауелл
- Джеймс Глісон — Левті Мур